# Miniopterus magnater
Miniopterus magnater је врста слепог миша (Chiroptera) из породице вечерњака (Vespertilionidae).

## Распрострањење
Врста има станиште у Индонезији и Папуи Новој Гвинеји.

## Станиште
Врста Miniopterus magnater има станиште на копну.
Врста је по висини распрострањена од нивоа мора до 2.100 метара надморске висине.

## Угроженост
Ова врста није угрожена, и наведена је као последња брига јер има широко распрострањење.

### Популациони тренд
Популациони тренд је за ову врсту непознат.